# Люсне-ле-Дюк
Люсне́-ле-Дюк (фр. Lucenay-le-Duc) — коммуна во Франции, находится в регионе Бургундия. Департамент коммуны — Кот-д’Ор. Входит в состав кантона Монбар. Округ коммуны — Монбар.
Код INSEE коммуны — 21358.

## Население
Население коммуны на 2010 год составляло 206 человек.
| 1962 | 1968 | 1975 | 1982 | 1990 | 1999 | 2010 |
| ---- | ---- | ---- | ---- | ---- | ---- | ---- |
| 247  | 242  | 208  | 200  | 209  | 206  | 206  |

## Экономика
В 2010 году среди 128 человек трудоспособного возраста (15—64 лет) 97 были экономически активными, 31 — неактивными (показатель активности — 75,8 %, в 1999 году было 65,0 %). Из 97 активных жителей работали 90 человек (52 мужчины и 38 женщин), безработных было 7 (1 мужчина и 6 женщин). Среди 31 неактивных 11 человек были учениками или студентами, 11 — пенсионерами, 9 были неактивными по другим причинам.